# Erich Hanne
Erich Hanne (19 de Março de 1920 - 5 de Setembro de 1942) foi um piloto alemão da Luftwaffe durante a Segunda Guerra Mundial. Voou 538 missões de combate, nas quais destruiu 16 tanques, 26 peças de artilharia antiaérea, dois comboios blindados e quatro comboios de mercadoria.